# Cadeneo
El cadeneo es la operación de medir la longitud de una línea indicada en el terreno por jalones o banderolas.
La ejecutan dos operarios, el cadenero y el portacadenero. Este último fija un extremo de la cadena, que mantiene tirante el primero clavando una aguja o banderola en el extremo correspondiente. El cadenero se coloca entre los jalones cuya distancia se mide. El portacadenero recoge al final de cada medida la aguja clavada por el otro, resultando que la longitud total es la suma de las agujas recogidas por la longitud de la cadena más la fracción en la última medida.